# Andros Sur
Andros Sur (en inglés: South Andros) es un distrito de la nación de las Bahamas, subdividida en 32 distritos.

## Calles y carreteras
Un camino pavimentado e iluminado de dos calles de la carretera Queen's Highway, sin semáforos o paradas, funciona aproximadamente 40 millas del borde situado más al norte de Andros hasta el sur. Llega hasta la Bahía Marte. En la bahía de Marte los extremos del camino terminan en un callejón sin salida. En su curso de la colina de Drigg a la bahía de Marte, la carretera cruza dos puentes, uno en Drigg's Hill y un sur más en sDeep Creek, ambos construidos en el plazo de los últimos 30 años.

## Economía
Andros Sur se conoce por la producción de ciertas delicadezas estacionales, almejas, cangrejos de tierra, y langostas espinosas, en abundancia relativa, que se venden comercialmente en Nassau o a los representantes de las distribuidoras de alimento de Nassau, proporcionando una fuente importante de ingresos a muchos habitantes. La otra industria actual es el turismo. No obstante limitado, hay una casa de campo pequeña para el ecotourismo, un hotel tradicional de 36 sitios. Los hoteles pequeños que ofrecen los paquetes inclusivos para los turistas que desean pescar en el sudeste de la isla. En el verano de 2005, había 4-6 tales casas de campo en funcionamiento, cuartos de capacidad para 4 hasta 12 huéspedes. El nivel muy bajo de tráfico turístico apoya a que haya pocos restaurantes y casi ninguna tiendas aparte de los almacenes necesarios y de la tienda de comestibles.